# 葉鞘

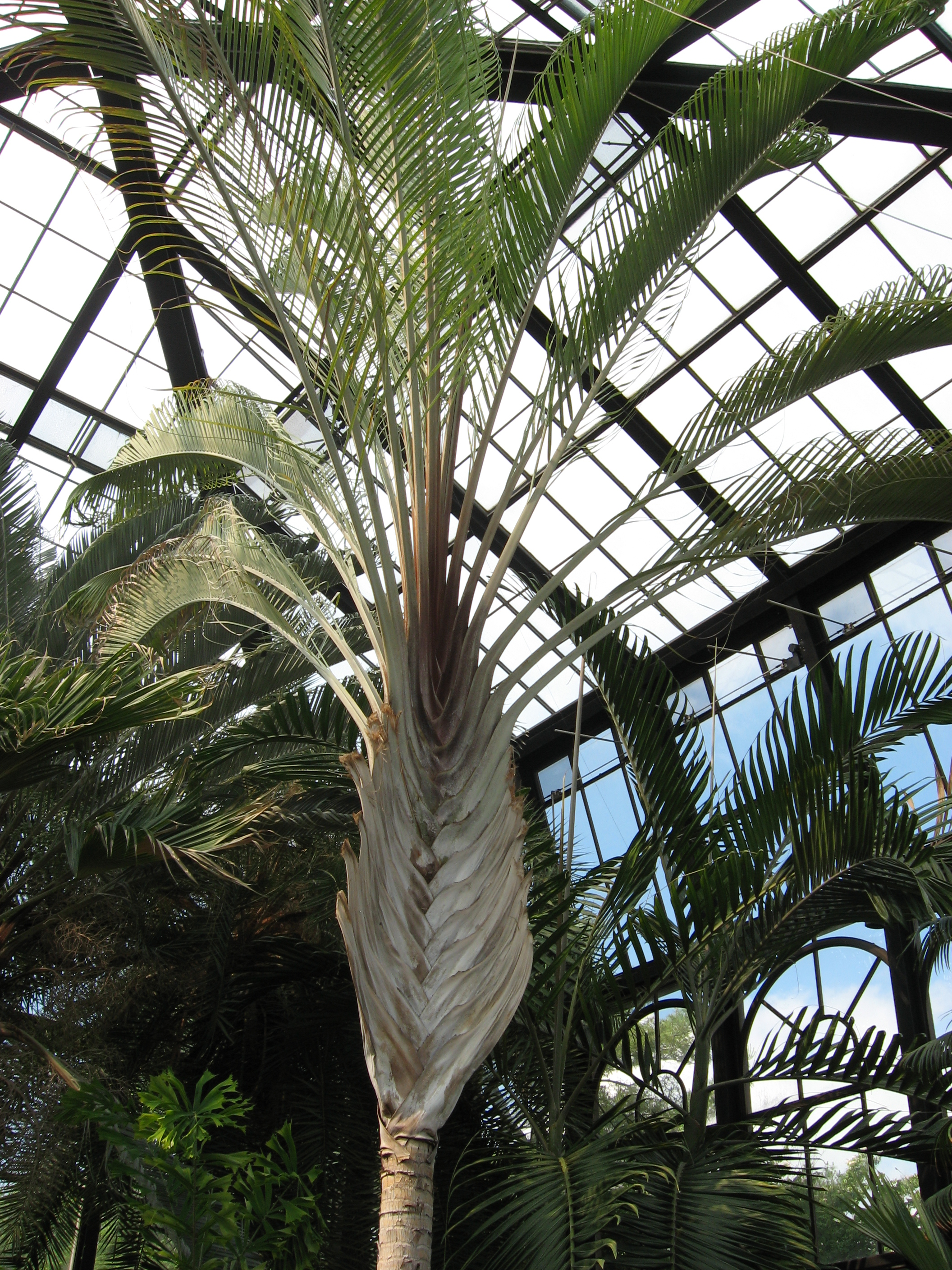
三角椰子（棕榈科）的叶鞘，其叶鞘为三角稜柱体在茎顶丛生

叶鞘（Leaf sheathes）是指由叶基或叶柄发育而成，完全或部分环扣住节上方的茎的鞘状结构；其功能为保护腋芽及茎顶、节间、叶基的分生组织。常见于禾本科、棕榈科、繖形科植物。
竹的叶鞘特称为箨鞘，面积大而为包覆的主要结构。

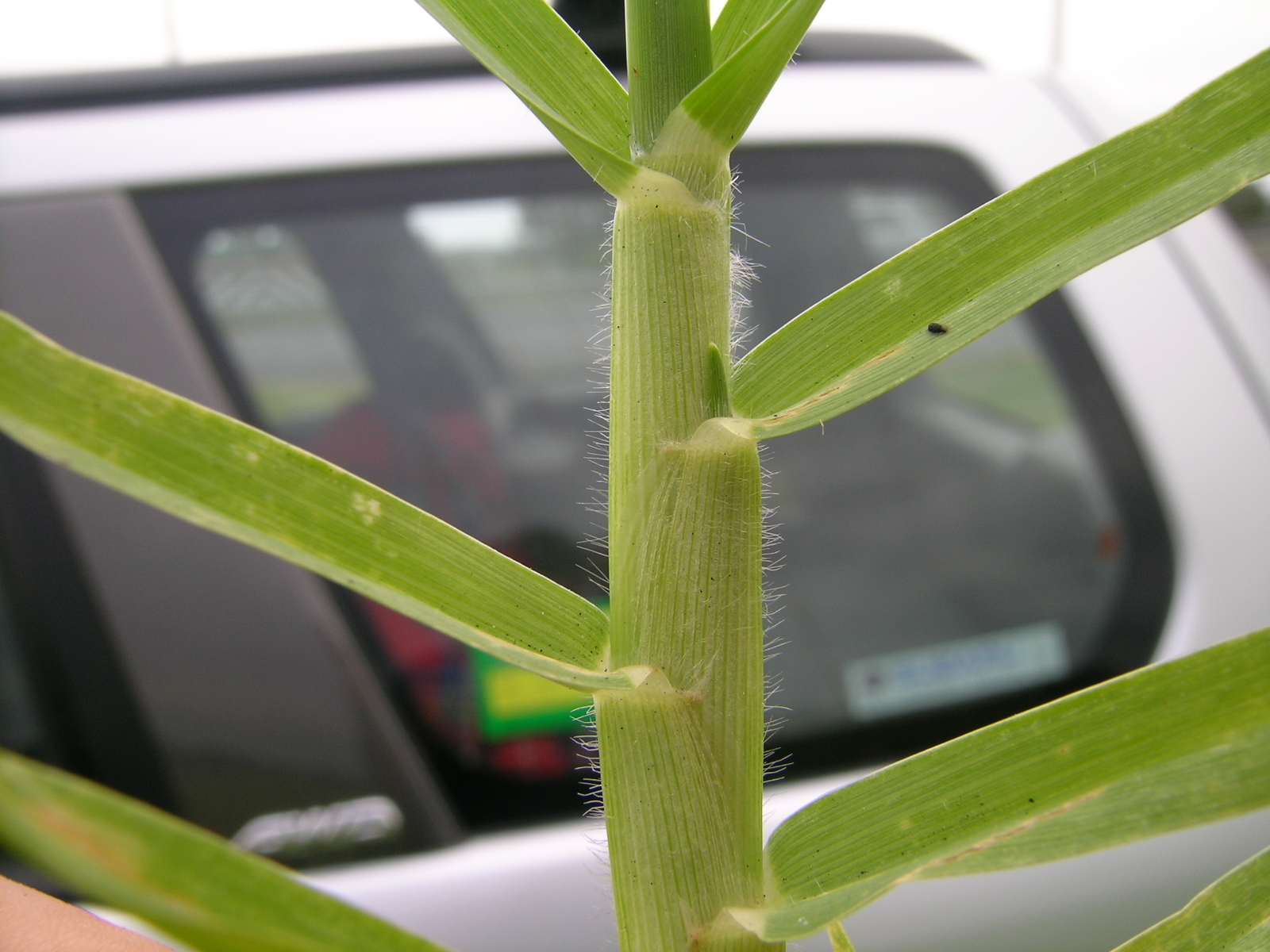
铺地狼尾草（禾本科）的叶鞘

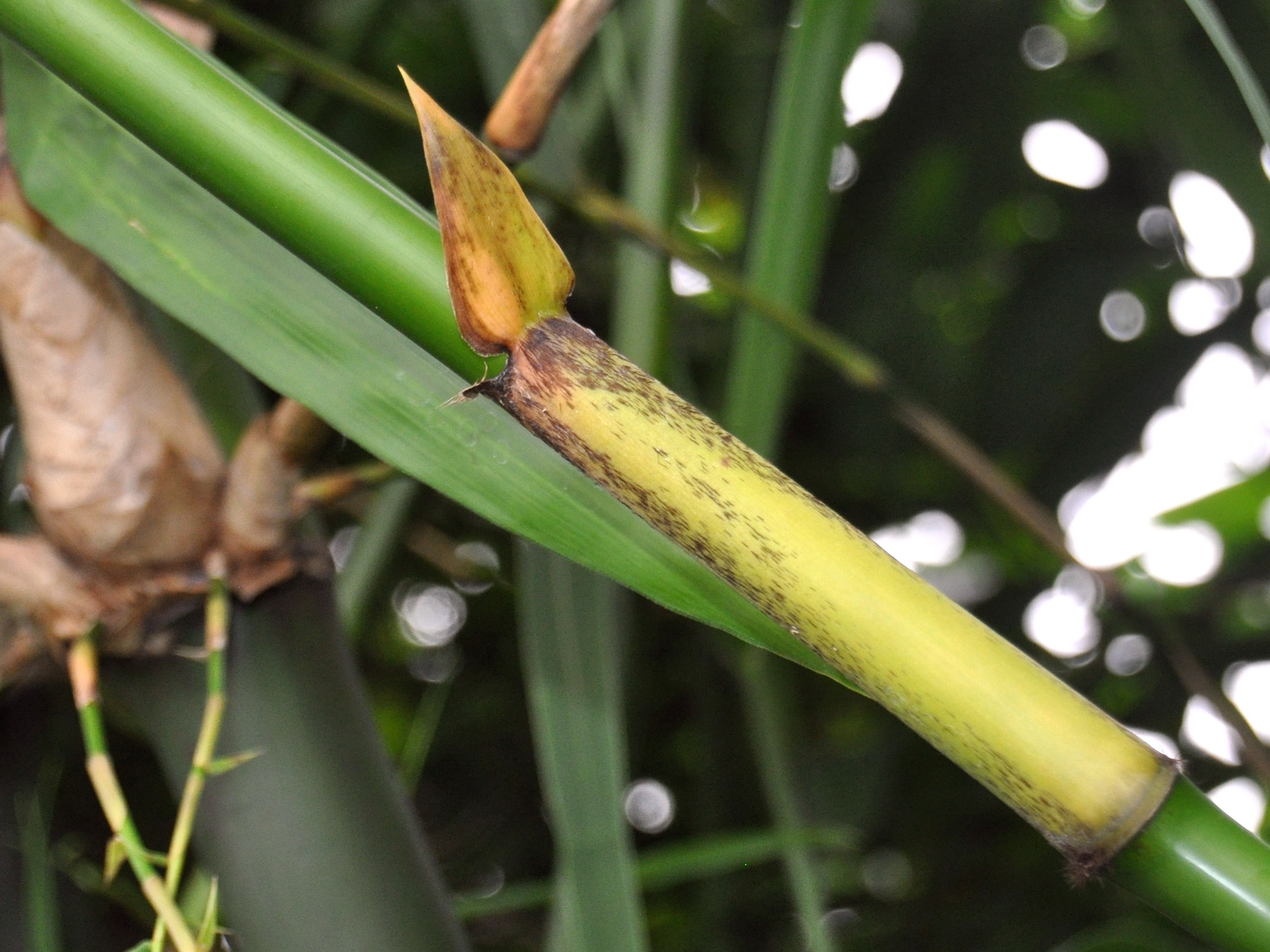
大佛肚竹（禾本科）的箨鞘（叶鞘）